# Jan Michels
Pour les articles homonymes, voir Michels.
Jan Michels est un footballeur néerlandais né le 8 septembre 1970 à Deventer aux Pays-Bas.

## Carrière
- 1990-91: FC Zwolle 2 (0)
- 1991-92: FC Zwolle 32 (2)
- 1992-93: Go Ahead Eagles 14 (0)
- 1993-94: Go Ahead Eagles 29 (0)
- 1994-95: Go Ahead Eagles 33 (3)
- 1995-96: Go Ahead Eagles 32 (2)
- 1996-97: Go Ahead Eagles 31 (3)
- 1997-98: Go Ahead Eagles 29 (12)
- 1998-99 Motherwell (Écosse) 7 (0)
- 1998-99 FC Den Bosch (Pays-Bas) 10 (6)
- 1999-2000 FC Den Bosch 18 (3)
- 2000-01 FC Den Bosch 30 (10)
- 2001-02 FC Den Bosch 32 (2)
- 2002-03 FC Den Bosch 34 (9)
- 2003-04 FC Den Bosch 33 (6)
- 2004-05 Sparta Rotterdam 29 (1)
- 2005-06 Sparta Rotterdam 14 (0)
- Total: 409 (59)